# Dasymys cabrali
Dasymys cabrali is een knaagdier uit de Okavango-delta van Noordoost-Namibië, Noord-Botswana en waarschijnlijk Zuidoost-Angola en Zuidwest-Zambia. De soort is genoemd naar João Crawford-Cabral voor zijn vele bijdragen aan de kennis van Afrikaanse zoogdieren. Populaties van deze soort worden meestal tot D. incomtus of D. nudipes gerekend, maar morfometrische gegevens wijzen uit dat D. cabrali sterk verschilt van andere Dasymys-soorten en een aparte soort moet vormen. Deze conclusie is in 2003 en 2004 onafhankelijk bereikt door twee morfometrische studies, die deze vorm allebei als een nieuwe soort beschreven: D. cabrali Verheyen et al., 2003 en D. shortridgei Mullin et al., 2004. De holotypes van deze twee soorten zijn respectievelijk op 26 en 28 juni 1929 door G.C. Shortridge gevangen bij de samenvloeiing van de Okavango en de Omatako in Grootfontein in Namibië, zodat het zeer waarschijnlijk is dat ze dezelfde soort vertegenwoordigen.
D. cabrali heeft een lange staart, zowel relatief als absoluut. De bovenste kiezen zijn relatief lang en de jukboog is vrij breed. Deze soort lijkt het meest op D. foxi, D. griseifrons en D. robertsii (deze laatste twee soorten worden niet universeel erkend). De kop-romplengte bedraagt gemiddeld 171 mm, de staartlengte 150 mm, de achtervoetlengte 37,0 mm, de oorlengte 19,0 mm, de totale lengte 321 mm en de kop-romp/staart-ratio 87,72%.